# Compton Crook Award
Der Compton Crook/Stephen Tall Memorial Award ist ein US-amerikanischer Literaturpreis, der seit 1983 für den besten, im vorangegangenen Jahr erschienenen Debütroman in den Bereichen Science-Fiction, Fantasy und Horror verliehen wird.
Der Preis ehrt die Erinnerung an den Autor Compton Crook (1908–1981), der Science-Fiction unter dem Pseudonym Stephen Tall veröffentlichte. Crook war Professor der Towson University und wohnte lange Zeit in Baltimore, Maryland.
Der Preisträger wird von den Mitgliedern der Baltimore Science Fiction Society aus einer zuvor im Newsletter der Vereinigung veröffentlichten Liste gewählt. Der Preis wird auf der Balticon übergeben, der jährlichen Convention, die am Memorial Day in der Umgebung von Baltimore stattfindet. Das Preisgeld beträgt 1.000 US-Dollar.

## Liste der Preisträger
| Jahr | Autor              | Originaltitel                 | Deutscher Titel                          |
| ---- | ------------------ | ----------------------------- | ---------------------------------------- |
| 1983 | Donald Kingsbury   | Courtship Rite                | Die Riten der Minne                      |
| 1984 | Christopher Rowley | War For Eternity              |                                          |
| 1985 | David R. Palmer    | Emergence                     |                                          |
| 1986 | Sheila Finch       | Infinity’s Web                |                                          |
| 1987 | Thomas Wren        | Doomsday Effect               |                                          |
| 1988 | Christopher Hinz   | Liege-Killer                  | Killer aus dem Eis                       |
| 1989 | Elizabeth Moon     | Sheepfarmer’s Daughter        |                                          |
| 1990 | Josepha Sherman    | The Shining Falcon            |                                          |
| 1991 | Michael F. Flynn   | In the Country of the Blind   | -                                        |
| 1992 | Carol Severance    | Reefsong                      |                                          |
| 1993 | Holly Lisle        | Fire in the Mist              |                                          |
| 1994 | Mary Rosenblum     | The Drylands                  | Die verstummten Quellen                  |
| 1995 | Doranna Durgin     | Dun Lady’s Jess               |                                          |
| 1996 | Daniel Graham Jr.  | The Gatekeepers               |                                          |
| 1997 | Richard Garfinkle  | Celestial Matters             |                                          |
| 1998 | Katie Waitman      | The Merro Tree                |                                          |
| 1999 | James Stoddard     | The High House                |                                          |
| 2000 | Stephen L. Burns   | Flesh and Silver              |                                          |
| 2001 | Syne Mitchell      | Murphy’s Gambit               |                                          |
| 2002 | Wen Spencer        | Alien Taste                   |                                          |
| 2003 | Patricia Bray      | Devlin’s Luck                 |                                          |
| 2004 | E. E. Knight       | Way of the Wolf               | Tag der Finsternis                       |
| 2005 | Tamara Siler Jones | Ghosts in the Snow            |                                          |
| 2006 | Maria V. Snyder    | Poison Study                  |                                          |
| 2007 | Naomi Novik        | His Majesty’s Dragon          | Drachenbrut                              |
| 2008 | Mark L. Van Name   | One Jump Ahead                |                                          |
| 2009 | Paul Melko         | Singularity’s Ring            | Der Ring                                 |
| 2010 | Paolo Bacigalupi   | The Windup Girl               | Biokrieg                                 |
| 2011 | James Knapp        | State of Decay                |                                          |
| 2012 | T. C. McCarthy     | Germline                      |                                          |
| 2013 | Myke Cole          | Control Point                 |                                          |
| 2014 | Charles E. Gannon  | Fire With Fire                |                                          |
| 2015 | Alexandra Duncan   | Salvage                       |                                          |
| 2016 | Fran Wilde         | Updraft                       | Stadt aus Wind und Knochen               |
| 2017 | Ada Palmer         | Too Like The Lightning        | Dem Blitz zu nah                         |
| 2018 | Nicky Drayden      | The Prey of Gods              |                                          |
| 2019 | Rebecca F. Kuang   | The Poppy War                 | Im Zeichen der Mohnblume – Die Schamanin |
| 2020 | Arkady Martine     | A Memory Called Empire        | Im Herzen des Imperiums                  |
| 2021 | Micaiah Johnson    | The Space Between Worlds      | Erde 0                                   |
| 2022 | P. Djèlí Clark     | A Master of Djinn             |                                          |
| 2023 | Alex Jennings      | The Ballad of Perilous Graves |                                          |